# Šibenik
Šibenik je mesto z okoli 31.000 prebivalci (popis 2021; 1991 še 41.000; mestna občina jih ima 42.600) in pristanišče v severni Dalmaciji, ki je upravno središče Šibeniško-kninske županije in sedež istoimenske rimskokatoliške škofije (ki je del Splitske metropolije), pa tudi Dalmatinske eparhije Srbske pravoslavne cerkve. Geografska lega Šibenika je nedaleč od izliva reke Krke v Šibeniški zaliv. Mesto se razprostira okrog pristanišča in na vzpetinah nad pristaniščem.
Šibenik je nastal kot starohrvaški Castrum pod okriljem prvotne trdnjave sv. Mihovila, ki še danes dominira nad mestom pod imenom sv. Ana. Trdnjava sv. Mihovila je bila zgrajena v 10. stoletju, ime pa je dobila po cerkvici sv. Mihovila, ki je bila v srednjem veku zgrajena nad mestom. V 16 stoletju je branila Šibenik pred Turki, v sredini 19. stoletja pa je izgubila svoj prvotni namen in zato začela propadati. Poleg te trdnjave so Šibenik varovale še trdnjave Sv. Ivana, Šubićevac in Sv. Nikola. 
V Šibeniku je poleg omenjenih trdnjav vrsta kulturnozgodovinskih spomenikov: palača Foscolo, mestna loža, škofovska palača in spomenik stavbeniku Juraju Dalmatincu. Največji in najpomembnejši arhitekturni spomenik je stolnica sv. Jakoba. Stolnica je v celoti zgrajena iz kamna in kamnitih plošč brez uporabe vezivnih materialov. Vpisana je na Unescov seznam svetovne dediščine in skupaj z renesančnimi mestnim rotovžem, bližnjimi cerkvami ter knežjim dvorom tvori najlepši trg v hrvaški urbani dediščini. Pričevanja o preteklosti Šibenika in okolice so zbrana v mestnem muzeju.
V okolici Šibenika sta dva narodna parka: Krka in Narodni park Kornati. 
Podnebje je blago; povprečna temperatura zraka v januarju znaša 6,5 °C, v juliju pa 24,2 °C. Na leto ima mesto okoli 257 sončnih dni.

## Demografija
| Pregled števila prebivalcev po letih | Pregled števila prebivalcev po letih | Pregled števila prebivalcev po letih | Pregled števila prebivalcev po letih | Pregled števila prebivalcev po letih | Pregled števila prebivalcev po letih | Pregled števila prebivalcev po letih | Pregled števila prebivalcev po letih | Pregled števila prebivalcev po letih | Pregled števila prebivalcev po letih | Pregled števila prebivalcev po letih | Pregled števila prebivalcev po letih | Pregled števila prebivalcev po letih | Pregled števila prebivalcev po letih | Pregled števila prebivalcev po letih | Pregled števila prebivalcev po letih |       |
| ------------------------------------ | ------------------------------------ | ------------------------------------ | ------------------------------------ | ------------------------------------ | ------------------------------------ | ------------------------------------ | ------------------------------------ | ------------------------------------ | ------------------------------------ | ------------------------------------ | ------------------------------------ | ------------------------------------ | ------------------------------------ | ------------------------------------ | ------------------------------------ | ----- |
| 1857                                 | 1869                                 | 1880                                 | 1890                                 | 1900                                 | 1910                                 | 1921                                 | 1931                                 | 1948                                 | 1953                                 | 1961                                 | 1971                                 | 1981                                 | 1991                                 | 2001                                 | 2011                                 | 2021  |
| 6783                                 | 6821                                 | 8015                                 | 8877                                 | 11440                                | 14195                                | 16294                                | 17669                                | 16123                                | 18718                                | 25645                                | 30637                                | 36952                                | 41012                                | 37060                                | 34302                                | 31115 |

## Galerija
- Šibenik, pogled iz trdnjave
- Šibenik, pogled iz trdnjave levo
- Šibenik, doževa palača
- Trdnjava Sv. Nikolaja (pešpot do trdnjave)

## Izleti
- Rogoznica, 37 km
- Vodice, 12 km
- Primošten, 28 km
- Skradin, 16 km
- Krka, reka z lepimi slapovi